# Tolupanes
Les Tolupanes, également Jicaques, Cicaque, Hicaque, Ikake, Taguaca, Taupane, Tol, Tolpan, Torrupan, ou Xicaque, constituent une population indigène du Honduras. Originaires de la côte Nord-Ouest du pays et de la communauté de La Montaña del Flor au centre, ils constituent une population agraire (haricots, maïs et manioc). Chasseurs et pêcheurs, ils sont également éleveur de bétail. Ils sont polygames, et de ce point de vue, se rapprochent des Indiens Mosquitos et Sumos. Leur population est d'environ 8 600 individus. Ils parlent le jicaque.